# Metahara
Metahāra är en ort i Etiopien.   Den ligger i regionen Oromia, i den centrala delen av landet, 130 km öster om huvudstaden Addis Abeba. Metahāra ligger 958 meter över havet och antalet invånare är 23 403. Den ligger vid sjön Besek'a Hāyk'.
Terrängen runt Metahāra är varierad, och sluttar söderut. Runt Metahāra är det ganska tätbefolkat, med 67 invånare per kvadratkilometer. Omgivningarna runt Metahāra är en mosaik av jordbruksmark och naturlig växtlighet.